# Андресіто
Андрес Алькантара Прієто, також відомий як Андресіто (нар. 24 березня 1991, Кордова) — іспанський футзаліст.